# Associazione Calcio Pavia 2010-2011
Questa voce raccoglie le informazioni riguardanti l'Associazione Calcio Pavia nelle competizioni ufficiali della stagione 2010-2011.

## Stagione
Nella Stagione 2010-2011 il Pavia disputa il girone A del nuovo campionato di Lega Pro Prima Divisione, raccoglie 39 punti che valgono il dodicesimo posto. Il campionato della squadra pavese è stato al di sotto delle aspettative della vigilia, anche se da neopromossa. Inizialmente gli azzurri hanno pagato l'inesperienza del giovanile organico e del tecnico esordiente Gianluca Andrissi, che bene aveva fatto con le giovanili di Monza e Pro Sesto. Ma al fine della salvezza, si è rivelata decisiva la chiamata sulla panchina pavese di Benny Carbone, fino alla scorsa stagione bomber pavese, dal 10 marzo in poi. Quello che affronta la fase finale del torneo è un Pavia in salute, lo dimostrano la cinquina rifilata al Sorrento, vice capolista, la settimana dopo anche la capolista Gubbio rischia la sconfitta al Fortunati, pareggiando fortunosamente nel finale. Proprio agli sgoccioli del campionato, il 13 maggio arrivano i sette punti di penalità per il Ravenna, a causa dell'illecito che aveva messo in atto nella gara con il Lumezzane, che di fatto lo condannano a disputare il Play-out, e poi la vittoria finale (2-0) ottenuta dal Pavia sulla Reggiana dell'ex Amedeo Mangone già salva, che è la ciliegina sulla torta che vale la salvezza. Nella Coppa Italia di Lega Pro il Pavia non supera lo scoglio del Girone A di qualificazione, si piazza al secondo posto, davanti al Casale, alla Valenzana ed al Canavese, ma vince il girone e passa il turno la Pro Vercelli.

## Rosa
| N. |                   | Ruolo | Calciatore         |
| -- | ----------------- | ----- | ------------------ |
|    | Italia (bandiera) | A     | Samuele Beretta    |
|    | Italia (bandiera) | D     | Leonardo Blanchard |
|    | Italia (bandiera) | D     | Nebil Caidi        |
|    | Italia (bandiera) | C     | Lorenzo Carotti    |
|    | Italia (bandiera) | C     | Manuel Daffara     |
|    | Italia (bandiera) | A     | Stefano Del Sante  |
|    | Italia (bandiera) | A     | Andrea D'Errico    |
|    | Italia (bandiera) | C     | Luca D'Errico      |
|    | Italia (bandiera) | A     | Umberto Eusepi     |
|    | Italia (bandiera) | P     | Davide Facchin     |
|    | Italia (bandiera) | A     | Andrea Ferretti    |
|    | Italia (bandiera) | D     | Francesco Ferrini  |
|    | Italia (bandiera) | C     | Mirko Guadalupi    |

| N. |                     | Ruolo | Calciatore           |
| -- | ------------------- | ----- | -------------------- |
|    | Italia (bandiera)   | A     | Michele Marconi      |
|    | Italia (bandiera)   | C     | Stefano Mazzocco     |
|    | Italia (bandiera)   | C     | Luca Meregalli       |
|    | Paraguay (bandiera) | C     | David Meza Colli     |
|    | Italia (bandiera)   | D     | Eros Pellegrini      |
|    | Italia (bandiera)   | D     | Andrea Aldo Preite   |
|    | Italia (bandiera)   | C     | Gabriele Puccio      |
|    | Italia (bandiera)   | P     | Luca Redaelli        |
|    | Italia (bandiera)   | C     | Tommaso Squillace    |
|    | Italia (bandiera)   | C     | Pierangelo Tarantino |
|    | Italia (bandiera)   | A     | Marco Tattini        |
|    | Italia (bandiera)   | A     | Marco Veronese       |
|    | Italia (bandiera)   | D     | Pietro Visconti      |

## Risultati

### Lega Pro Prima Divisione

#### Girone di andata
| Arbitro: | Sguizzato (Verona) |

|                |           |               |
| F. Ferrari 49’ | Marcatori | 29’ Del Sante |

| Arbitro: | Abbattista (Molfetta) |

|                  |           |  |
| P. Tarantino 30’ | Marcatori |  |

| Arbitro: | De Benedictis (Bari) |

|                               |           |                      |
| A. Ferretti 18’ Del Sante 52’ | Marcatori | 90+1’ (aut.) Daffara |

| Arbitro: | Irrati (Pistoia) |

|            |           |  |
| Fofana 10’ | Marcatori |  |

| Arbitro: | Pairetto (Nichelino) |

|  |           |              |
|  | Marcatori | 26’ Pradolin |

| Arbitro: | Saia (Palermo) |

|                                   |           |           |
| Fava Passaro 30’, 65’ Carcuro 39’ | Marcatori | 58’ Caidi |

| Arbitro: | Oliveri (Palermo) |

|              |           |            |
| Del Sante 4’ | Marcatori | 20’ Beccia |

| Arbitro: | Castrignanò (Brindisi) |

|                       |           |  |
| Ferrario 6’ Bugno 73’ | Marcatori |  |

| Arbitro: | De Faveri (San Donà di Piave) |

|             |           |                        |
| Tattini 59’ | Marcatori | 27’ (rig.) Ciuffetelli |

| Arbitro: | Operato (Isernia) |

|             |           |                             |
| Lolaico 88’ | Marcatori | 13’ A. Ferretti 80’ Marconi |

| Arbitro: | Lanza (Nichelino) |

|             |           |               |
| Ferrini 25’ | Marcatori | 29’ Cozzolino |

| Sorrento 7 novembre 2010, ore 14:30 CET 12ª giornata | Sorrento           | 0 – 0 | Pavia | Stadio Italia\| Arbitro: \| Ceccarelli (Terni) \| |
| Arbitro:                                             | Ceccarelli (Terni) |       |       |                                                   |

| Arbitro: | De Benedictis (Bari) |

|               |           |  |
| A. Donnarumma | Marcatori |  |

| Arbitro: | Di Paolo (Avezzano) |

|                 |           |            |
| A. Ferretti 85’ | Marcatori | 80’ Artico |

| Verona 28 novembre 2010, ore 14:30 CET 15ª giornata | Verona           | 0 – 0 | Pavia | Stadio Marcantonio Bentegodi\| Arbitro: \| Carbone (Napoli) \| |
| Arbitro:                                            | Carbone (Napoli) |       |       |                                                                |

| Arbitro: | Zeoli (Napoli) |

|                 |           |            |
| Ferrini 8’, 89’ | Marcatori | 23’ Martin |

| Arbitro: | Bellotti (Verona) |

|                        |           |                        |
| Temelin 14’ Romizi 24’ | Marcatori | 47’ (rig.) A. Ferretti |

#### Girone di ritorno
| Arbitro: | Di Stefano (Alghero) |

|               |           |                                                         |
| Guadalupi 85’ | Marcatori | 39’ Galabinov 47’ F. Ferrari 72’ Pisacane 77’ Lo Iacono |

| Arbitro: | De Faveri (San Donà di Piave) |

|             |           |               |
| Tortori 81’ | Marcatori | 64’ Blanchard |

| Arbitro: | Manganiello (Pinerolo) |

|                                |           |                            |
| Lazzaro 26’ (rig.), 82’ (rig.) | Marcatori | 8’ Eusepi 49’ P. Tarantino |

| Arbitro: | Merlino (Udine) |

|           |           |  |
| Eusepi 3’ | Marcatori |  |

| Arbitro: | Borriello (Mantova) |

|                     |           |            |
| L. Scaglia 25’, 69’ | Marcatori | 43’ Eusepi |

| Arbitro: | Sguizzato (Verona) |

|              |           |                      |
| Veronese 89’ | Marcatori | 40’, 53’ A. Montalto |

| Bassano del Grappa 20 febbraio 2011, ore 14:30 CET 24ª giornata | Bassano Virtus  | 0 – 0 | Pavia | Stadio Rino Mercante\| Arbitro: \| Ros (Pordenone) \| |
| Arbitro:                                                        | Ros (Pordenone) |       |       |                                                       |

| Arbitro: | Caso (Verona) |

|            |           |  |
| Eusepi 29’ | Marcatori |  |

| Arbitro: | Mangialardi (Pistoia) |

|                   |           |  |
| P. Rossi 36’, 42’ | Marcatori |  |

| Arbitro: | Mariani (Aprilia) |

|            |           |  |
| Eusepi 13’ | Marcatori |  |

| Arbitro: | Roca (Foggia) |

|                                                  |           |                    |
| Germinale 8’, 10’ Franco 62’ (rig.) La Carra 82’ | Marcatori | 23’, 49’ Guadalupi |

| Arbitro: | Fabbri (Ravenna) |

|                                          |           |                                       |
| Eusepi 20’, 84’ A Ferretti 37’, 45’, 53’ | Marcatori | 15’, 74’, 89’ Paulinho 90+4’ De Giosa |

| Arbitro: | Pairetto (Nichelino) |

|              |           |               |
| D'Errico 58’ | Marcatori | 76’ Ayub Daud |

| Arbitro: | Minelli (Varese) |

|                        |           |  |
| Bondi 64’ Scappini 70’ | Marcatori |  |

| Arbitro: | Abbattista (Molfetta) |

|               |           |              |
| Blanchard 77’ | Marcatori | 42’ G. Russo |

| Arbitro: | Aloisi (Avezzano) |

|                              |           |  |
| M. Fischnaller 7’ Marchi 29’ | Marcatori |  |

| Arbitro: | Aversano (Treviso) |

|                                |           |  |
| Aya 10’ (aut.) A. Ferretti 71’ | Marcatori |  |

### Coppa Italia Lega Pro
| Pavia 15 agosto 2010, ore 17:00 CEST 1ª giornata | Pavia                       | 0 – 0 referto | Canavese | Stadio Pietro Fortunati\| Arbitro: \| Santonocito (Abbiategrasso) \| |
| Arbitro:                                         | Santonocito (Abbiategrasso) |               |          |                                                                      |

| 18 agosto 2010 2ª giornata |  | – turno di riposo |  |  |

| Arbitro: | Borriello (Mantova) |

|                              |           |                |
| Giorgione 11’ Affatigato 77’ | Marcatori | 85’ A.D'Errico |

| Pavia 1º settembre 2010, ore 17:00 CEST 4ª giornata | Pavia              | 0 – 0 referto | Casale | Stadio Pietro Fortunati\| Arbitro: \| Giorgetti (Cesena) \| |
| Arbitro:                                            | Giorgetti (Cesena) |               |        |                                                             |

| Arbitro: | Caso (Verona) |

|                           |           |                                         |
| Di Piazza 56’ Orlando 83’ | Marcatori | 30’ Tattini 41’ D'Errico 55’ Pellegrini |

## Statistiche

### Statistiche di squadra
| Competizione             | Punti | In casa | In casa | In casa | In casa | In casa | In casa | In trasferta | In trasferta | In trasferta | In trasferta | In trasferta | In trasferta | Totale | Totale | Totale | Totale | Totale | Totale | DR  |
| Competizione             | Punti | G | V       | N       | P       | Gf      | Gs      | G            | V            | N            | P            | Gf           | Gs           | G      | V      | N      | P      | Gf     | Gs     | DR  |
| ------------------------ | ----- | --- | ------- | ------- | ------- | ------- | ------- | ------------ | ------------ | ------------ | ------------ | ------------ | ------------ | ------ | ------ | ------ | ------ | ------ | ------ | --- |
| Lega Pro Prima Divisione | 39    | 17Bibliografia Giovanni Bottazzini, Il calcio a Pavia 1911-2011 Un secolo di emozioni, GEO Edizioni, 2011, pp. 390–396. | 8       | 6       | 3       | 23      | 19      | 17           | 1            | 6            | 10           | 11           | 26           | 34     | 9      | 12     | 13     | 34     | 45     | -11 |
| Coppa Italia Lega Pro    | -     | 2 | 0       | 2       | 0       | 0       | 0       | 2            | 1            | 0            | 1            | 4            | 4            | 4      | 1      | 2      | 1      | 4      | 4      | 0   |
| Totale                   | -     | 19 | 8       | 8       | 3       | 23      | 19      | 19           | 2            | 6            | 11           | 15           | 30           | 38     | 10     | 14     | 14     | 38     | 49     | -11 |

### Andamento in campionato
| Giornata  | 1 | 2 | 3 | 4 | 5 | 6 | 7 | 8  | 9  | 10 | 11 | 12 | 13 | 14 | 15 | 16 | 17 | 18 | 19 | 20 | 21 | 22 | 23 | 24 | 25 | 26 | 27 | 28 | 29 | 30 | 31 | 32 | 33 | 34 |
| --------- | - | - | - | - | - | - | - | -- | -- | -- | -- | -- | -- | -- | -- | -- | -- | -- | -- | -- | -- | -- | -- | -- | -- | -- | -- | -- | -- | -- | -- | -- | -- | -- |
| Luogo     | T | C | C | T | C | T | C | T  | C  | T  | C  | T  | T  | C  | T  | C  | T  | C  | T  | T  | C  | T  | C  | T  | C  | T  | C  | T  | C  | C  | T  | C  | T  | C  |
| Risultato | N | V | V | P | P | P | N | P  | N  | V  | N  | N  | P  | N  | N  | V  | P  | P  | N  | N  | V  | P  | P  | N  | V  | P  | V  | P  | V  | N  | P  | N  | P  | V  |
| Posizione | 6 | 1 | 1 | 2 | 6 | 9 | 9 | 15 | 13 | 11 | 12 | 12 | 14 | 14 | 14 | 12 | 12 | 14 | 14 | 14 | 13 | 13 | 14 | 16 | 13 | 15 | 13 | 13 | 13 | 13 | 13 | 13 | 13 | 13 |

Legenda:

Luogo: C = Casa; T = Trasferta. Risultato: V = Vittoria; N = Pareggio; P = Sconfitta.